# Christian Friedrich von Stockmar
Christian Friedrich Freiherr von Stockmar, baron von Stockmar, est né le 22 août 1787 à Cobourg, en duché de Saxe-Cobourg-Saalfeld, et est décédé le 9 juillet 1863. C’est un homme politique germano-anglo-belge qui a joué un rôle majeur dans les affaires du Royaume-Uni durant le règne de la reine Victoria.

## Famille
En août 1821, Stockmar épouse sa cousine Fanny Sommer. De leur mariage naissent trois enfants :
- Ernst Alfred Christian von Stockmar (1823-1886) ;
- Marie von Stockmar (1827-1856) ;
- Carl August von Stockmar (1836-1909).

## Biographie

### Au service de Léopold de Saxe-Cobourg
Issu d’une famille suédoise, Stockmar naquit dans le duché de Saxe-Cobourg et fit des études de médecine. En 1816, il devint le médecin personnel du futur roi Léopold Ier de Belgique lorsque celui-ci épousa la princesse de Galles Charlotte du Royaume-Uni.
Un an plus tard, la princesse Charlotte mourut en donnant naissance à un fils mort-né et Stockmar devint secrétaire particulier et conseiller de Léopold. Au grand dam du conseiller, le futur roi s'amourache d'une nièce à lui, l’actrice Caroline « Lina » Philippine Auguste Bauer, qui ressemblait étonnamment à la princesse Charlotte. Malgré les efforts de Stockmar afin d'empêcher une liaison, Léopold invita Caroline à le rejoindre en Angleterre. Il se lassa rapidement et lorsque des affaires politiques l'accaparèrent (possibilité d'être choisi comme roi des Grecs) il mit fin à la liaison et renvoya la jeune femme et sa mère en Allemagne.

### Au service de la reine Victoria
Lorsque Léopold est élu roi des Belges en 1831, Stockmar rentre d’abord à Cobourg, d’où il continue à conseiller le souverain. En 1837, il est cependant renvoyé en Angleterre afin de servir de conseiller à la nièce de Léopold, la reine Victoria du Royaume-Uni. Stockmar joue alors un rôle majeur dans le rapprochement de la jeune reine avec son cousin Albert de Saxe-Cobourg-Gotha. Après le mariage de Victoria et d’Albert, Stockmar fait office de conseiller officieux des souverains et intervient dans plusieurs crises auxquelles le couple est confronté.
Mais l’importance de Stockmar dans la vie politique britannique soulève l’opposition de certains cercles nationalistes qui critiquent l’importance du prince Albert, et plus généralement des Allemands, dans les affaires du Royaume-Uni.

### Ambassadeur de Cobourg
En 1848, Stockmar est nommé ambassadeur du duché de Saxe-Cobourg auprès du parlement de la Confédération germanique.
Quelque temps après, Stockmar est élevé au rang de baron par le roi de Saxe.

### Mémoires
- (en) Ernst Alfred Christian Stockmar, Georgina Adelaide Muller et Friedrich Max Muller (ed. scient.), Memoirs of Baron Stockmar, Volume 1, BiblioBazaar, LLC, 2010  (ISBN 1142886786)
- (en) Ernst Alfred Christian Stockmar, Georgina Adelaide Muller et Friedrich Max Muller (ed. scient.), Memoirs of Baron Stockmar, Volume 2, BiblioBazaar, LLC, 2010  (ISBN 1142886530)

### Autres ouvrages
- (de) Ernst Schröder, Christian Friedrich von Stockmar, ein Wegbereiter der deutsch-englischen Freundschaft, Webels, Essen, 1950
- (de) Rita von Wangenheim, Baron Stockmar - eine coburgisch-englische Geschichte, Hirsch, Cobourg, 1996  (ISBN 978-3-923700-08-0)
- (de) Ernst von Stockmar, Denkwürdigkeiten aus den Papieren des Freiherrn Christian Friedrich v. Stockmar, Vieweg, Braunschweig, 1872.